# Louis Smith
Louis Smith (ur. 22 kwietnia 1989 w Peterborough) – brytyjski gimnastyk, trzykrotny medalista olimpijski, dwukrotny medalista mistrzostw świata, trzykrotny wicemistrz Europy.
Największym osiągnięciem zawodnika jest srebrny medal igrzysk olimpijskich w Londynie w 2012 roku w konkurencji ćwiczeń na koniu z łękami. W 2015 roku w tej samej konkurencji zdobył złoty medal na Mistrzostwach Europy w Gimnastyce Artystycznej.

## Osiągnięcia sportowe
| Rok  | Zawody               | Miasto         | Miejsce | Konkurencja                 | Punktacja |
| ---- | -------------------- | -------------- | ------- | --------------------------- | --------- |
| 2007 | Mistrzostwa świata   | Stuttgart      | 3       | Ćwiczenia na koniu z łękami | 15,600    |
| 2008 | Igrzyska olimpijskie | Pekin          | 3       | Ćwiczenia na koniu z łękami | 15,725    |
| 2010 | Mistrzostwa świata   | Rotterdam      | 2       | Ćwiczenia na koniu z łękami | 15,733    |
| 2011 | Mistrzostwa świata   | Tokio          | 3       | Ćwiczenia na koniu z łękami | 15,066    |
| 2012 | Igrzyska Olimpijskie | Londyn         | 3       | Wielobój drużynowo          | 271,771   |
| 2012 | Igrzyska Olimpijskie | Londyn         | 2       | Ćwiczenia na koniu z łękami | 16,066    |
| 2015 | Mistrzostwa świata   | Glasgow        | 2       | Ćwiczenia na koniu z łękami | 16,033    |
| 2015 | Mistrzostwa świata   | Glasgow        | 2       | Wielobój drużynowo          | 270,345   |
| 2016 | Igrzyska Olimpijskie | Rio de Janeiro | 2       | Ćwiczenia na koniu z łękami | 15,833    |

## Inna działalność
W 2008 roku Louis Smith wziął udział w przesłuchaniach jurorskich do piątej edycji programu The X Factor, jednak nie przeszedł do kolejnego etapu. Jesienią 2012 roku był jednym z uczestników dwunastej edycji programu Strictly Come Dancing. Jego partnerką była Flavia Cacace, z którą ostatecznie wygrał finał programu.